# 下恩丁根

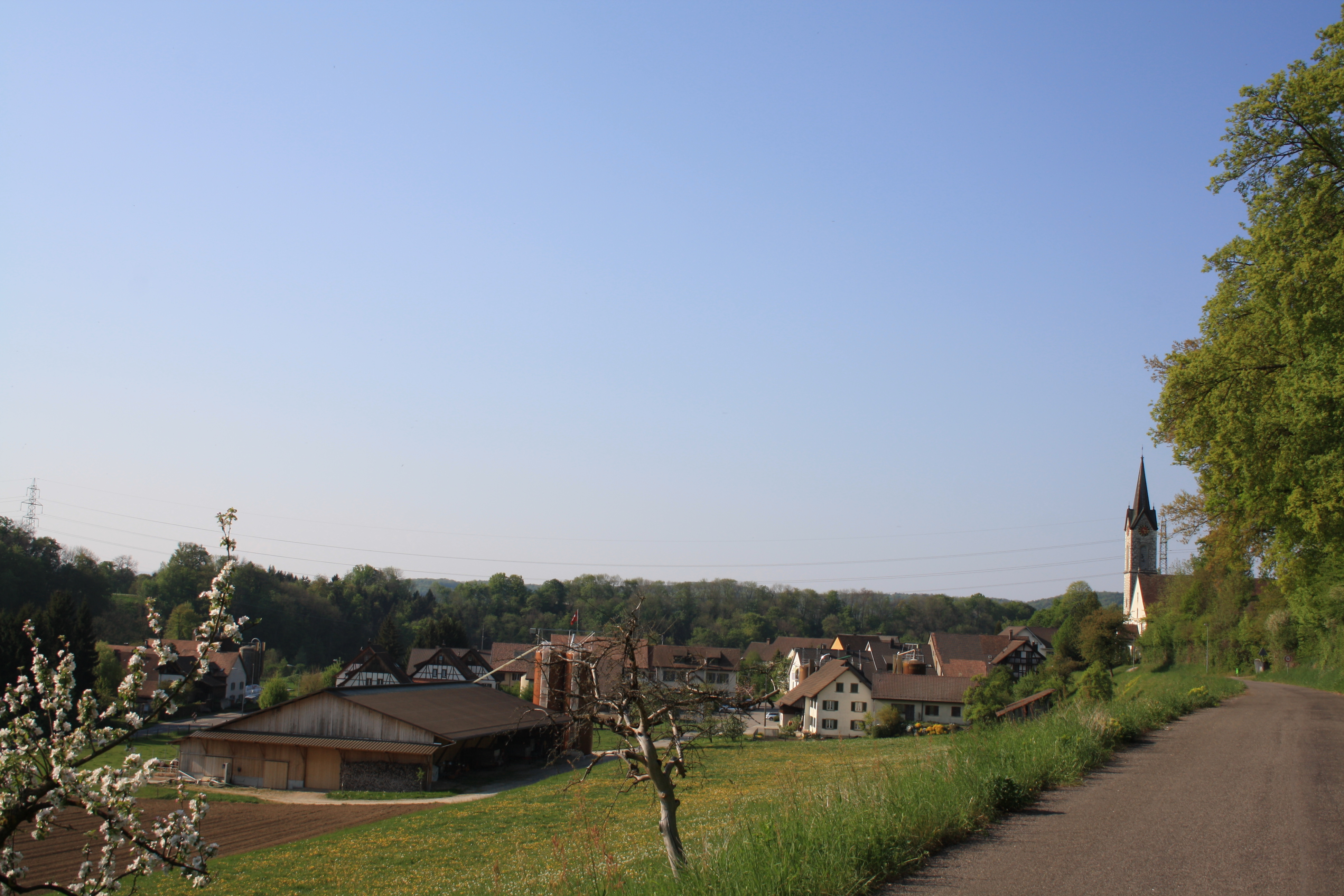

下恩丁根（德语：Unterendingen）是瑞士的城鎮，位於該國北部，由阿爾高州負責管轄，面積3.46平方公里，海拔高度387米，2012年人口400，一半人口信奉羅馬天主教，人口密度每平方公里116人。